# TWERPS
TWERPS (The World’s Easiest RolePlaying System, dt. Der Welt einfachstes Rollenspielsystem) ist ein minimalistisches universelles Rollenspielsystem. Es erschien zuerst bei der Firma Reindeer Games, die ausschließlich die TWERPS-Reihe verlegte, und wurde von Gamescience vertrieben. Obwohl es als Parodie auf die recht komplexen Systeme seiner Zeit entworfen wurde, ist TWERPS ein vollständiges Rollenspiel, und seine einfache und humorvolle Art sorgte für eine gewisse Popularität. TWERPS wurde ursprünglich von "Jeff & 'Manda Dee" geschrieben und in einem comicartigen Stil illustriert.
Der Titel "TWERPS" reimt sich im Englischen mit "GURPS" dem "großen" universellen Rollenspielsystem. Darüber hinaus ist ein "twerp" in der englischen Umgangssprache eine kleine, unbedeutende oder verachtungswürdige Person.

## Regeln
Die Regeln von TWERPS sind in der Tat simpel. Charaktere haben nur ein einziges Attribut, genannt Stärke, das für alle Würfelproben benutzt wird. Fertigkeiten existieren in Form von Charakterklassen, die für mit ihnen zusammenhängende Aktivitäten einen Bonus auf den Würfelwurf geben.

## Die erste Ausgabe
Zu Beginn wurde jeder Titel der TWERPS-Reihe in einer kleinen Plastiktüte verkauft, in der sich ein kleinformatiges achtseitiges Heftchen, ein Bogen mit Spielfiguren oder -marken zum Ausschneiden, kleine Landkarten oder Bodenpläne mit Sechseckraster und ein erbsengroßer zehnseitiger Würfel befanden; Materialien, die in "großer" Form von "großen" Rollenspielen her bekannt sind. Die erste Auflage wurde billig schwarz auf farbiges Papier gedruckt, mit einer anderen Farbe für jeden Titel.
- TWERPS Basic Rules: die Grundregeln und ein Beispielabenteuer "Watery Depths"
- Fly By Knights: ein Fantasy-Hintergrund, in dem Ritter auf diversen fliegenden Tieren reiten
- Magic: eine Regelerweiterung für Magie und ein "Buch" mit Zaubersprüchen
- Space Cadets: ein Space-Opera-Hintergrund mit verschiedenen Charakterklassen, Science-Fiction-typischen Waffen aber ohne Regeln für Raumschiffe
- Kung Fu Dragons: eine Liste verschiedener an Kung-Fu-Filme angelehnter Kampfkünste; dazu ein Miniatur-Spielleiterschirm in China-Optik

## Die zweite Ausgabe
Weil TWERPS an Popularität gewann, wurden die Quellenbücher in erweiterter Form mit mehr Seiten und mehrfarbigen Titelseiten neu aufgelegt. Daneben traten weitere Hefte, die andere Genres behandelten, sowie direkte Parodien. Bei den Überarbeitungen und neuen Werke spielten Jeff und 'Manda Dee nur noch eine untergeordnete Rolle, sie wurden hauptsächlich von Norman F. Morin Jr., Brian Rayburn und Niels Erickson verfasst, was auch am Stil mit Albernheiten und Wortspielen zu bemerken ist.
- Alle Titel der Ersten Auflage wurden überarbeitet und neu herausgegeben, insbesondere die Grundregeln, bei denen das Abenteuer "Watery Depths" zu einem echten Einführungsabenteuer für unerfahrene Spielleiterinnen und Spielleiter ausgebaut wurde.
- Rocket Rangers: dieses Heft füllt die Lücken der Space Cadets, es enthält Regeln für den Bau und die Zerstörung von Raumschiffen und ein paar fertige Schiffe als Beispiele; anders als die meisten Titel der zweiten Ausgabe wurde Rocket Rangers zum größten Teil von Jeff und 'Manda Dee geschrieben.
- Twerps Twek: eine direkte Parodie auf Star Trek; benötigt Space Cadets und Rocket Rangers
- Robo-Punks: ein Hintergrund zum Cyberpunk-Genre
- Superdudes: Regeln für Superhelden-Abenteuer
- Metaphysical Ninja Maniac Chainsaw Vitamin Junkies: Richtlinien für Szenarios im Stile von Mad Max, mit Regeln für beschädigte Fahrzeuge und Mutationen
- Twisted Tales of Terror: ein Horror-Quellenbuch, das den Spielerinnen und Spielern unter anderem die Möglichkeit gibt, ein Monster zu gestalten und zu spielen
- M.E.C.H.I.-Tech: ein System für Konstruktion und Konflikt von riesigen Kampfrobotern, mit einigen bissigen Seitenhieben auf das beliebte Spiel Battletech
- The T.W.E.R.P.S. Files: eine Parodie auf Akte X – Die unheimlichen Fälle des FBI (The X Files)
- How to Do Everything Better: allgemeine Regelerweiterungen mit neuen Charakterklassen, Superkräften und Ausrüstung

## Die deutsche Ausgabe
Auf Deutsch wurde TWERPS vom Games-In Verlag herausgegeben. Es erschienen zwei Bände im Format DIN-A5, in denen mehrere der Originale gebündelt sind. Im Gegensatz zur englischen Ausgabe mit ihren Tüten voll Spielmaterial wurde das deutsche TWERPS in Buchform produziert. Dieser Umstellung fielen die Pappfiguren und die meisten der Karten und Pläne zum Opfer. Auch der Großteil der albernen Wortspiele aus (meist) der zweiten Ausgabe hat die Übersetzung nicht überstanden. Außerdem beruht die Übersetzung oft noch auf der – im Vergleich – knappen ersten Ausgabe.
- TWERPS: umfasst TWERPS Basic Rules, TWERPS Magic, Kung Fu Dragons und Fly-By Knights; ISBN 3-929875-90-X, 1993
- TWERPS²: umfasst How to Do Everything Better, Robo Punks, Rocket Rangers und TWERPS Twek; ISBN 3-929875-91-8, 1993